# Kamera

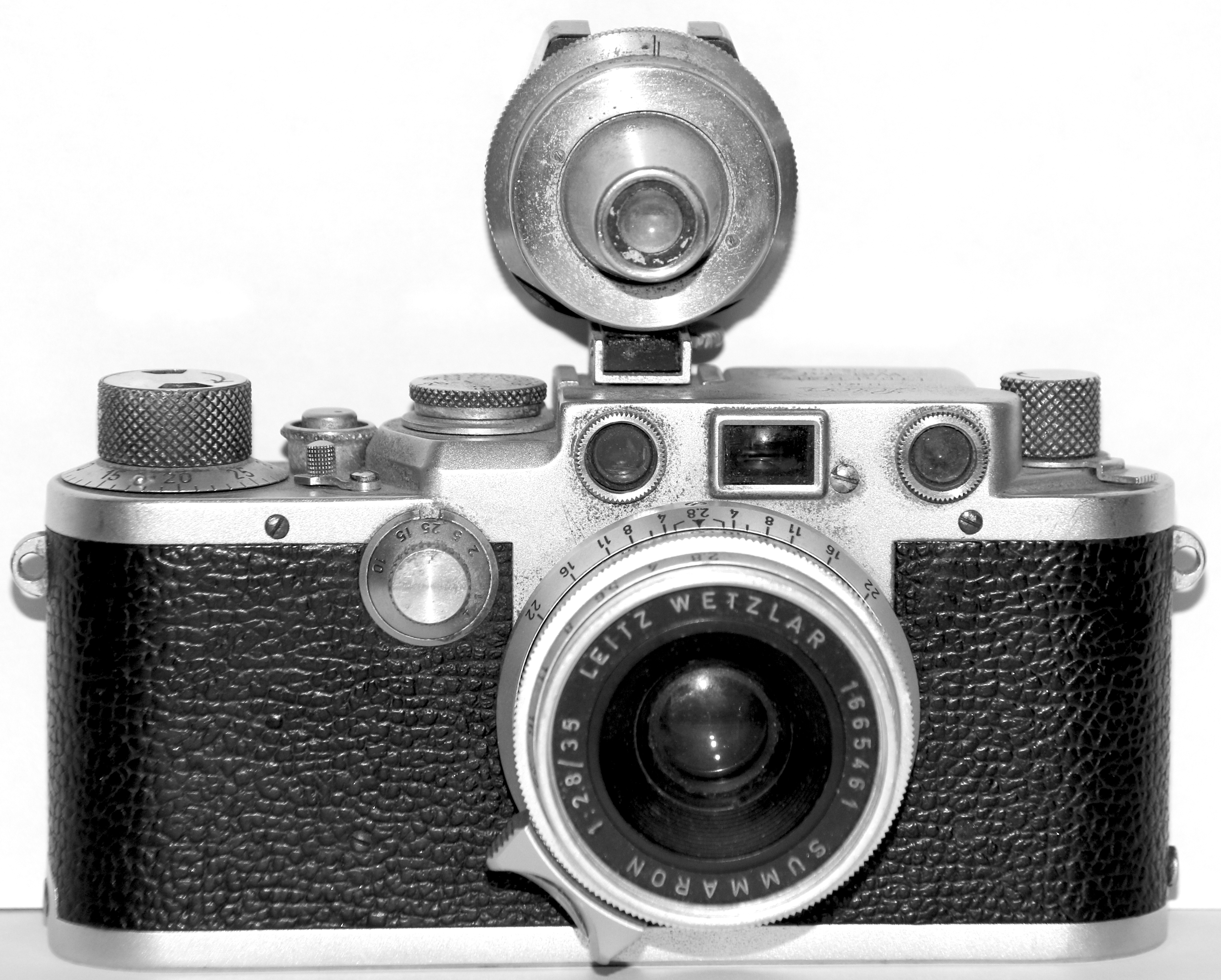
Eine Leica-Kamera ca. 1960

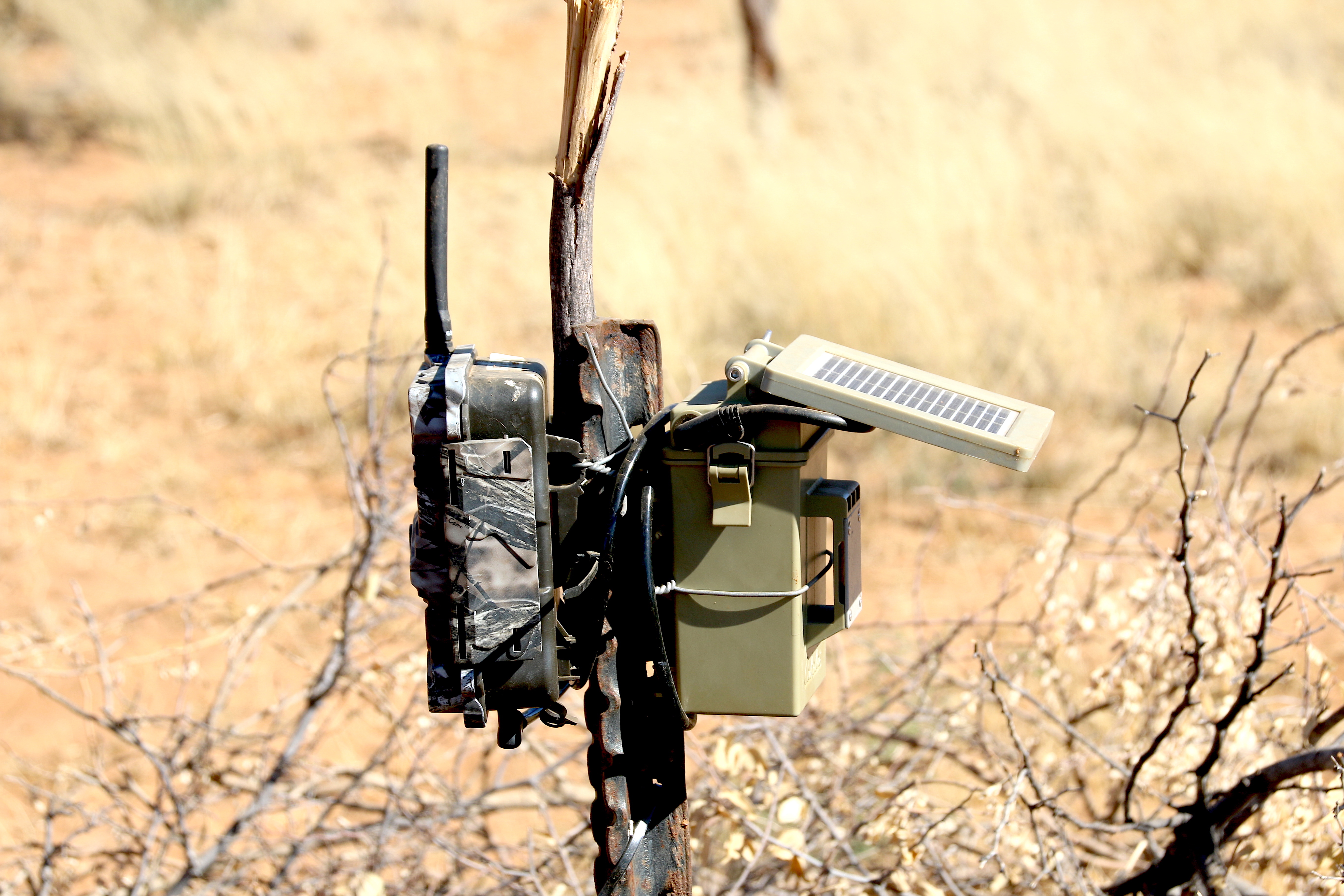
Automatische Kamera zur Beobachtung von Wild mit Antenne zur Übertragung der Bilder

Eine Kamera (veraltet auch Camera) ist eine fototechnische Apparatur, die statische oder bewegte Bilder auf einem fotografischen Film oder elektronisch auf ein magnetisches Videoband oder digitales Speichermedium aufzeichnen oder über eine Schnittstelle übermitteln kann. „Kamera“ ist als Kurzbezeichnung und Synonym für Fotoapparat gebräuchlich.
Der Begriff „Kamera“ leitet sich von lateinisch Camera obscura („dunkle Kammer“), der Lochkamera, ab. Durch Einfügen einer Sammellinse in das Loch konnte die Kamera verkleinert und das Bild heller und schärfer gemacht werden. Die Weiterentwicklung führte von der bildgebenden Linse, wie noch bei der „Box“, zu der mehrlinsigen Optik, dem Objektiv. Der Aufbau ist bei einer analogen Kamera oder einer Digitalkamera prinzipiell gleich. Das Bild wird von einem Objektiv auf einem Film (Analogkamera) oder auf einem elektronischen Sensor (Digitalkamera) an der gegenüberliegenden Kamerawand erzeugt. Mit dem Auslöser wird der Verschluss am Objektiv für eine sehr kurze Zeit geöffnet, sodass das Licht durch das Objektiv fallen und ein Bild aufgenommen werden kann. Auch das Auge des Menschen und der Wirbeltiere ist im Prinzip eine Kamera. Das Bild wird hier von der Linse auf der lichtempfindlichen Netzhaut an der Rückwand des Augapfels erzeugt. 

## Statische Bilder (Fotografie)
In der Fotografie (auch Stehbildfotografie) nimmt ein Fotoapparat einzelne Bilder analog auf einen fotografischen Film oder eine Digitalkamera einzelne Bilder mit Lichtsensoren auf und speichert sie nach der Digitalisierung des analogen Signals auf einem Speichermedium ab.

## Bewegte Bilder (Laufbildfotografie/Kinematografie)
Eine Filmkamera nimmt eine Vielzahl von Bildern auf einen fotografischen Film auf, die anschließend als Film über einen Filmprojektor oder im Fernsehen gezeigt werden sollen.
- Eine digitale Kinokamera nimmt eine Vielzahl von Bildern mit einem Bildsensor auf Festplatte auf, die anschließend als Film oder über einen digitalen Kinoprojektor bzw. im Fernsehen gezeigt werden sollen.
- Als elektronische Kameras bezeichnet man alle Geräte, die die Bildsequenzen elektronisch erfassen und auf Magnetband oder andere  Datenträger aufzeichnen.
- Eine Videokamera ist ein Aufnahmegerät, bei dem optische Bilder in elektrische Signale umgewandelt und auf ein Videoband mit Ton aufgezeichnet werden. Sie kann die Bilder analog oder digital speichern.
- Ein Camcorder ist eine Kamera mit eingebautem Rekorder.
- FireWire-Kameras gibt es in Form von Stehbildkameras und Videokameras, die digitale Bild- und Audiodaten liefern.
- Eine Bildschirmkamera ist keine Kamera, sondern eine reine Softwarelösung, um digitale Bilder eines Computerbildschirms aufzunehmen, die anschließend als Video gezeigt werden sollen.
- Eine Gammakamera ist unter anderem ein bildgebendes Instrument der Nuklearmedizin.